# Фил Кембел (Алабама)
Фил Кембел (енгл. Phil Campbell) град је у америчкој савезној држави Алабама. По попису становништва из 2010. у њему је живело 1.148 становника.

## Демографија
Према попису становништва из 2010. у граду је живело 1.148 становника, што је 57 (5,2%) становника више него 2000. године.
| Група             | 2000.         | 2010.         |
| Белци             | 1.074 (98,4%) | 1.081 (94,2%) |
| Афроамериканци    | 0 (0,0%)      | 2 (0,2%)      |
| Азијати           | 0 (0,0%)      | 0 (0,0%)      |
| Хиспаноамериканци | 9 (0,8%)      | 46 (4,0%)     |
| Укупно            | 1.091         | 1.148         |